# Arroyo Itacumbú
Der Arroyo Itacumbú ist ein kleiner Flusslauf im Norden Uruguays.
Der etwa 57 km lange, im Departamento Artigas gelegene Bach entspringt in der als Cuchilla Guaviyú bezeichneten Hügelkette, etwa sechs Kilometer nördlich der Stadt Baltasar Brum.
Der zunächst nach Norden abfließende Bach wird bereits nach etwa sechs Kilometern durch einen Erddamm aufgestaut und zur landwirtschaftlichen Bewässerung von Zuckerrohrplantagen genutzt. Dieser Hauptdamm befindet sich dicht südlich der Estancia Yucutuja. Auf dem folgenden Abschnitt nimmt der Bach ein Dutzend namenloser Quellbäche auf. Auch diese können bei Bedarf aufgestaut werden und bilden den nördlichen Teil des  Bewässerungssystems.
Auf Höhe der Estancia Paso de María Cuedes beginnt ein schmaler Auwaldstreifen die Ufer zu säumen.
Der Fluss Arroyo Itacumbú passiert die Kleinstadt Tomás Gomensoro etwa sechs Kilometer westlich der Ortslage und wechselt nördlich dieser Stadt seine Hauptfließrichtung nach Südwesten. Auf den letzten zweitausend Metern, westlich der Estancia Paso Juan Matos, passiert der Fluss einen sumpfigen, von großen Wasserlachen durchzogenen Auwald.
Auf Höhe der Stadt Mones Quintela mündet er in den Río Uruguay. Gegenüber der Mündung befindet sich die Flussinsel Isla Itacumbú.